# Paraúna
Paraúna é um município brasileiro do estado de Goiás, Região Centro-Oeste do país. Sua população estimada em 2020 era de aproximadamente 10 980 habitantes.

## Topônimo
"Paraúna" é um termo de origem tupi e significa "rio preto", através da junção dos termos pará ("rio") e un ("preto"). Ou ainda, Rio (pará) de Pedra (una).